# Боттарга
Боттарга или Ботарга (итал. Bottarga) — прессованная сушеная икра серой кефали или синего тунца, по форме напоминающая молоки: колбаски темно-оранжевого цвета длиной до 20 сантиметров. Известна практически во всех кухнях Средиземноморья. Кроме того, является близким аналогом карасуми, популярного в Японии, Китае и во всей юго-восточной Азии, и разнообразных вариантов ястычной икры (галаган, тарама и другие), изготавливаемых на юге и Дальнем Востоке России, на Украине.
По одной из существующих версий подобным образом запасать икру начали арабы в V веке нашей эры, хотя в чём-то схожее блюдо подавали ещё к столу фараонов в Древнем Египте. Корни современного названия уходят в среднегреческий язык: ᾠοτάριχον = ᾠόν (яйца) + τάριχον (солёные). От этого слова название блюда было по-разному адаптировано в местных языках: по-арабски продукт называется batarekh (بطارخة), по-испански — botarga, по-французски — boutargue или poutargue, по-гречески — avgotaraho. Тем не менее, в большинстве стран Европы используется итальянское наименование — bottarga.

## Общие принципы приготовления
Боттаргу производят из икры серой кефали (итал. Bottarga di Muggine) и, реже, синего тунца (итал. Bottarga di Tonno). Главный период лова приходится на август — сентябрь, когда рыба идёт на нерест. Извлечённую с осторожностью икру массируют вручную, чтобы устранить воздушные пазухи, затем сушат и погружают в морскую соль на две-четыре недели. В результате получается твердый, сухой брусок неправильной формы, который одни производители покрывают для консервации пчелиным воском, а другие оставляют нетронутой засохшую естественную корку. Время окончательного отверждения и дозревания варьируется в зависимости от производителя и от желаемой текстуры, а также от исторически сложившихся предпочтений потребителей, отличающихся в разных странах. Этот срок может достигать 6 месяцев.

## Регионы

### Греция

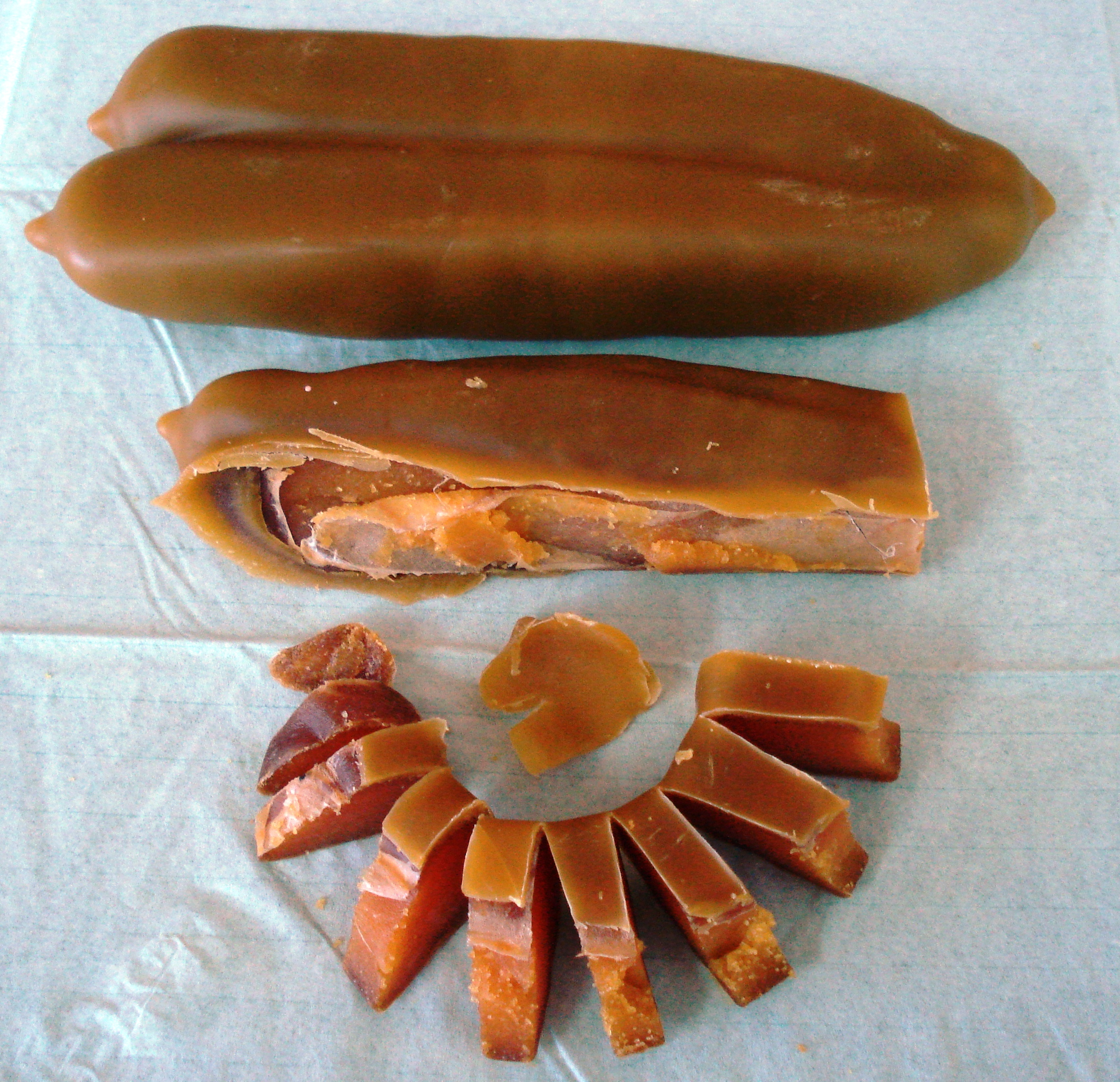
Авготарахо из Миссолонги (PDO)

Один из самых известных деликатесов Греции — авготарахо (греч. Αβγοτάραχο). Как и итальянская баттарга это засо́ленная, спрессованная и высушенная икра кефали. Главной особенности «бафы», как по-русски звучит её название у местного населения, является массовая миграция рыбы через лагуны к пресным водоёмам побережья Греции, а затем её возвращение к морю на нерест. Кефаль вылавливают во время нереста. Икру просушивают, прессуют и консервируют в пчелином воске. В мире наиболее известен продукт, приготавливаемый в окрестностях города Миссолонги, местные географические и климатические особенности создают неповторимые условия для обитания промысловой рыбы 8 семейств, в том числе кефали: шесть морских лагун общей площадью 150 кв. километров так отделены от моря, что вода там практически пресная. Особые вкусовые качества получаемого продукта позволили Европейской комиссии присвоить ему статус PDO (Защищённое наименование места происхождения).
Деликатес имеет яркий вкус и мягкую маслянистую текстуру. Его употребляют без гарнира, нарезанным ломтиками, иногда с соком лимона и чёрным перцем, тёплым ломтиком хлеба. Кроме того едят натёртым с макаронными изделиями с добавлением оливкового масла. Продукт рекомендуется как спортивное и даже детское питание, так как не содержит консервантов и красителей, при низкой калорийности богат питательными веществами, белками и витаминами (A, B, C, Омега 3).

### Италия
Икра синего тунца (Bottarga di Tonno) производится главным образом в Сицилии. Она имеет сероватый оттенок, более резкий запах, сильнее просолена. Лучшие образцы серой кефали (Bottarga di Muggine) вылавливают в Сардинии. Икра из неё имеет цвета от янтарного до тёмно-коричневого, аромат деликатнее, тоньше. Лучший способом узнать вкус боттарги, по мнению профессиональных кулинаров, — попробовать её в качестве закуски в естественном, необработанном виде, тонко нарезанной, с нефильтрованным оливковым маслом и лимоном. Кроме того, можно раскрошенную и слегка обжаренную икру перемешать с какой-либо пастой, различными видами салатов или, как рекомендуется на сайте английского ресторатора и кулинара, с брокколи. Необходимо учитывать, что продукт не терпит сколь-нибудь продолжительной тепловой обработки. На Сардинии и Сицилии боттарга зарегистрирована как «Традиционный продукт питания» (англ. Prodotto agroalimentare tradizionale), что является национальным аналогом общеевропейского статуса TSG (Гарантированная традиционность продукта).
На Сардинии лучшую боттаргу можно найти в прибрежных городах западного побережья острова, особенно в Кабрасе (Cabras) и Ористано (Oristano). Кабрас, расположенный рядом с лагуной, где добывают лучшую кефаль, считается столицей боттарги. Очень часто на острове устраивают ярмарки боттарги, там можно попробовать и купить икру от самых разных производителей.

### Франция
Во Франции с конца XVIII века известна боттарга из Мартига (Poutargue de Martigues). Литератор и историк из Прованса Жан-Пьер Папон писал: 
Боттаргу делают из икры кефали, тщательно очищая яичники. Сушат на солнце, под грузом, после чего они становятся очень нежными. Продают по девять франков за фунт. Каждый год продаётся до сорока центнеров, что показывает удивительную плодовитость кефали.
Французы предпочитают подавать икру в качестве закуски к белым винам, например, Мюскаде и к Шампанскому

### Россия, Страны бывшего СССР
Как в дореволюционной России, так и в СССР, была распространена ястычная икра частиковых рыб, которая, в отличие от пробойной, не подвергалась протиранию через так называемую грохотку, а засаливалась прямо в ястыке — оболочке из соединительных тканей яичников самок рыбы. Выделяют два основных вида ястыковой икры: галаган — из судака и балхашского окуня, и тарама — из воблы и тарани. В Советском Союзе существовал технологический стандарт посола ястыковой икры, который до некоторых деталей совпадал с рецептурой изготовления греческого авготарахо или итальянской боттарги:
Вырезать ястыки и удалять кровь следует осторожно, чтобы не повредить ястыки. Вымытые ястыки солят в пересеках чистой мелкой солью с заливкой охлаждённым крепким солевым раствором. Посол продолжается от 4 до 24 часов в зависимости от размеров ястыков. Покрытие воском производят путем трёхкратного погружения ястыков в белый, без запаха расплавленный воск. Готовые ястыки упаковывают в плотные ящики с выстилкой и перекладкой по рядам пергаментом.
 Подобным образом описывается вяление икры лобана, по другому именуемого чёрной кефалью. Данная продукция, наряду с деликатесными зернистой и паюсной икрой, поставлялась на экспорт. В справочном издании 1926 года «Экспорт, импорт и концессии Союза С. С. Р.» указано, что «галаган (судачья икра) и тарама (красная вобленная икра) — предмет потребления населения ближневосточных стран».